# Korczyk (rzeka)
Korczyk (ukr. Корчик) – rzeka na Ukrainie, lewy dopływ Słuczy.
Długość rzeki - 82 km, powierzchnia dorzecza - 1455 km². Źródła rzeki znajdują się na południe od wsi Romanow, w rejonie szepetowskim obwodu chmielnickiego, ujście w okolicy wsi Ustia rejonu koreckiego obwodu rówieńskiego.